# Pro Bowl 1974
Match précédent Match suivant
Le AFC-NFC Pro Bowl 1974 est le Match des étoiles de football américain de la National Football League pour la saison 1973. Il se joue au Arrowhead Stadium à Kansas City le 20 janvier 1974 entre les meilleurs joueurs des deux conférences de la NFL, la National Football Conference et l'American Football Conference. La rencontre est remportée sur le score de 15 à 13 par l'équipe représentant l'American Football Conference.